# 1958-as magyar labdarúgókupa-döntő
Az 1958-as magyar labdarúgókupa-döntő a sorozat 24. döntője volt. A finálét a Ferencvárosi TC és a Salgótarjáni BTC játszották. A találkozóra Budapesten, az Népstadionban került sor augusztus 20-án. Ez volt a Ferencváros tizenegyedik, a Salgótarján harmadik döntős szereplése.

## Út a döntőig
A sorozat döntőjébe a Ferencváros és a Salgótarján jutott be. Mindkét csapat az országos főtábla első fordulójában (legjobb 64) kapcsolódott be a küzdelmekbe.
Az eredmények az adott csapat szempontjából szerepelnek.
| Ferencvárosi TC                | Ferencvárosi TC | Ferencvárosi TC | Ferencvárosi TC | Szakasz       | Salgótarjáni BTC                    | Salgótarjáni BTC | Salgótarjáni BTC | Salgótarjáni BTC |
| ------------------------------ | --------------- | --------------- | --------------- | ------------- | ----------------------------------- | ---------------- | ---------------- | ---------------- |
| Bp. Szikra (NB II nyugat)      | 4–0 (i)         | 4–0 (i)         | 4–0 (i)         | 1. forduló    | Egri Bástya (NB II kelet)           | 3–1 (i)          | 3–1 (i)          | 3–1 (i)          |
| Siófoki Vörös Meteor (megye I) | 11–0 (i)        | 11–0 (i)        | 11–0 (i)        | 2. forduló    | Autótaxi (Budapest I)               | 3–0 (o)          | 3–0 (o)          | 3–0 (o)          |
| Tatabányai Bányász (NB I)      | 4–0 (o)         | 4–0 (o)         | 4–0 (o)         | Nyolcaddöntők | Józsefvárosi Szállitók (Budapest I) | 3–1 (o)          | 3–1 (o)          | 3–1 (o)          |
| Szombathelyi Törekvés (NB I)   | 3–0 (o)         | 3–0 (o)         | 3–0 (o)         | Negyeddöntők  | Bp. Vasas (NB I)                    | 3–0 (o)          | 3–0 (o)          | 3–0 (o)          |
| Szegedi EAC (NB I)             | 5–0 (o)         | 5–0 (o)         | 5–0 (o)         | Elődöntők     | Bp. Dózsa (NB I)                    | 2–1 (i)          | 2–1 (i)          | 2–1 (i)          |

## Előzmények
A döntő időpontja a klubok nemzetközi mérkőzései (túrák, BEK), az 1956-os forradalom, és a labdarúgó világbajnokság miatt éveket húzódott. A Ferencvárosban az Austria Wien elleni meccsen izomszakadást szenvedett Dékány nem szerepelhetett. A Salgótarján Egerben készült a döntőre.

## A mérkőzés
| 1958. augusztus 20. 16:15 |

| Ferencvárosi TC                | 2–1   | Salgótarjáni BTC     |
| ------------------------------ | ----- | -------------------- |
| Friedmanszky 20' 59' Orosz 58′ | (1–1) | Csáki 44' (11-esből) |

| Népstadion, Budapest Nézőszám: 10 000 Játékvezető: Virágh (magyar) Asszisztensek: Farkas I, Pósfai |

| FERENCVÁROS:  |  |                     |
|               |  |                     |
| K             |  | Horváth György      |
| V             |  | Thomann Antal       |
| V             |  | Mátrai Sándor       |
| V             |  | Berta Ferenc        |
| KP            |  | Vilezsál Oszkár     |
| KP            |  | Gerendás András     |
| T             |  | Kertész Tamás       |
| T             |  | Orosz Pál           |
| T             |  | Friedmanszky Zoltán |
| T             |  | Rákosi Gyula        |
| T             |  | Fenyvesi Máté       |
| Vezetőedző:   |  |                     |
| Tátrai Sándor |  |                     |

| SALGÓTARJÁN: |  |                  |
|              |  |                  |
| K            |  | Oláh Géza        |
| V            |  | Oláh Dezső       |
| V            |  | Jancsik Mihály   |
| V            |  | Jedlicska Sándor |
| KP           |  | Szojka Ferenc    |
| KP           |  | Dávid Róbert     |
| T            |  | Jagodics László  |
| T            |  | Vasas Mihály     |
| T            |  | Csáki Béla       |
| T            |  | Bodon Tibor      |
| T            |  | Taliga Ferenc    |
| Vezetőedző:  |  |                  |
| Turay András |  |                  |

A sorozatban pályára lépett Ferencváros játékosok: 
Gulyás Géza, Horváth György – Berta Ferenc, Borsos Miklós, Dalnoki Jenő, Dékány Ferenc, Fenyvesi Máté, Friedmanszky Zoltán, Gerendás András, Henni Miklós, Kertész Tamás, Láng Károly, Kispéter Mihály, Mátrai Sándor, Ombódi Imre, Orosz Pál, Rákosi Gyula, Thomann Antal, Vilezsál Oszkár